# Лонг-Біч (Міннесота)
Лонг-Біч (англ. Long Beach) — місто (англ. city) в США, в окрузі Поуп штату Міннесота. Населення — 338 осіб (2020).

## Географія
Лонг-Біч розташований за координатами 45°38′56″ пн. ш. 95°25′42″ зх. д. / 45.64889° пн. ш. 95.42833° зх. д. (45.648894, -95.428461).  За даними Бюро перепису населення США в 2010 році місто мало площу 4,06 км², з яких 3,76 км² — суходіл та 0,30 км² — водойми.

## Демографія
Згідно з переписом 2010 року, у місті мешкало 335 осіб у 147 домогосподарствах у складі 109 родин. Густота населення становила 82 особи/км².  Було 269 помешкань (66/км²).
Расовий склад населення:
| - 98,5 % — білих - 0,3 % — вихідців з тихоокеанських островів |

До двох чи більше рас належало 0,9 %. Частка іспаномовних становила 0,3 % від усіх жителів.
За віковим діапазоном населення розподілялося таким чином: 19,1 % — особи молодші 18 років, 59,1 % — особи у віці 18—64 років, 21,8 % — особи у віці 65 років та старші. Медіана віку мешканця становила 50,4 року. На 100 осіб жіночої статі у місті припадало 100,6 чоловіків;  на 100 жінок у віці від 18 років та старших — 105,3 чоловіків також старших 18 років.
Середній дохід на одне домашнє господарство  становив 81 776 доларів США (медіана — 67 500), а середній дохід на одну сім'ю — 83 155 доларів (медіана — 68 125). За межею бідності перебувало 1,8 % осіб, у тому числі 0,0 % дітей у віці до 18 років та 5,7 % осіб у віці 65 років та старших.
Цивільне працевлаштоване населення становило 173 особи. Основні галузі зайнятості: освіта, охорона здоров'я та соціальна допомога — 34,7 %, виробництво — 15,6 %, публічна адміністрація — 8,7 %, будівництво — 6,9 %.